# Mordellistena rutila
Mordellistena rutila es una especie de coleóptero de la familia Mordellidae.

## Distribución geográfica
Habita en Estados Unidos.